# Bassanello
Il bassanello era uno strumento musicale, della famiglia degli aerofoni a doppia ancia.
Presentava un aspetto simile a un fagotto, ma il corpo era ricurvo. Ne venivano costruiti tre specie: basso, tenore e discanto.
Secondo il compositore e teorico tedesco Michael Praetorius lo strumento fu inventato da Giovanni Bassano, appartenente all'omonima famiglia veneziana di musicisti. Lo strumento è stato usato dal Rinascimento fino al Sei-Settecento.
Con lo stesso nome è indicato uno dei registri dell'organo, anch'esso ad ancia.